# Stanisław Stanisławski

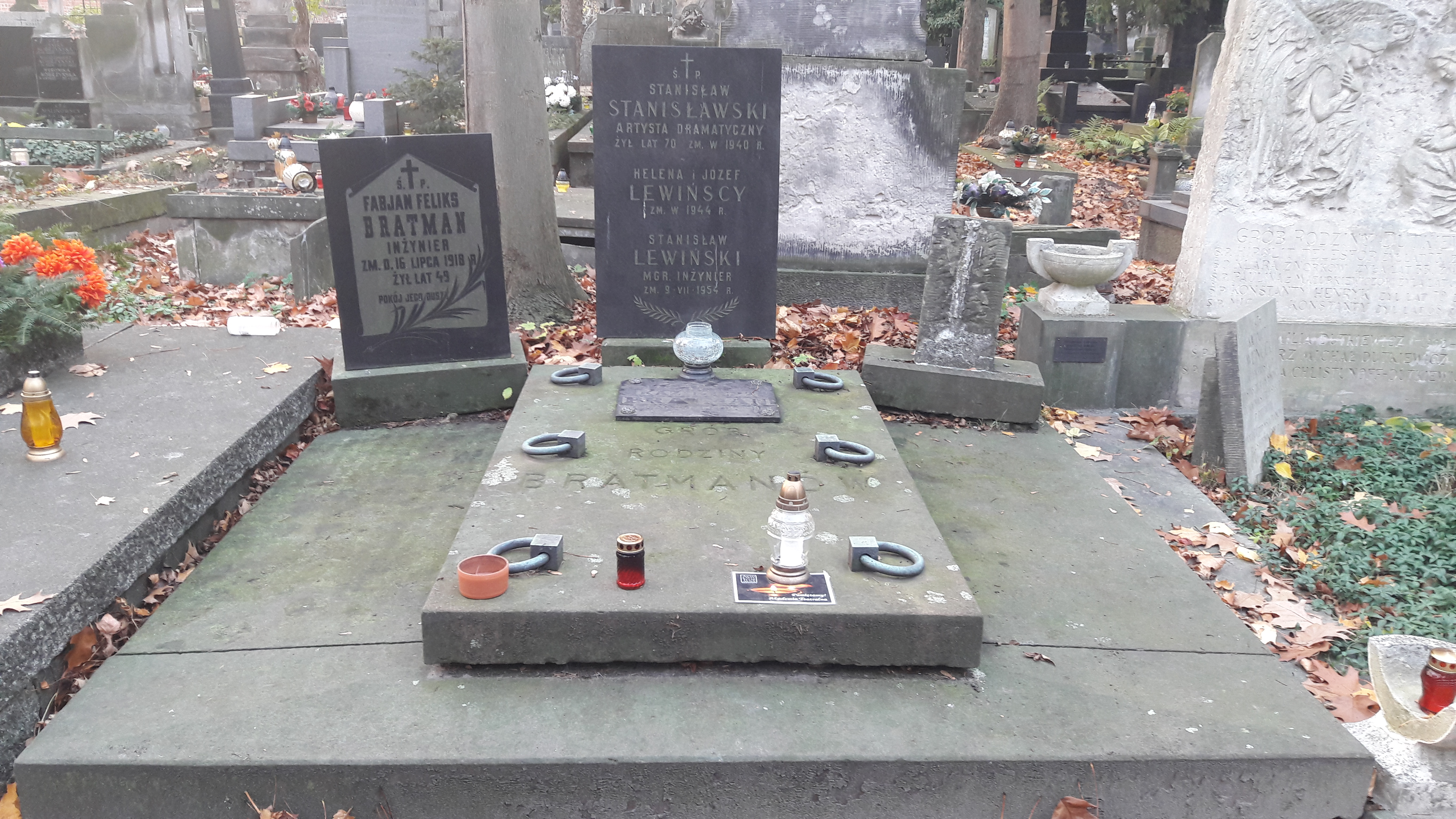
Grób Stanisława Stanisławskiego na cmentarzu Stare Powązki

Stanisław Stanisławski, właściwie Bratman (ur. 6 września 1870 w Warszawie, zm. 10 stycznia 1941 tamże) – polski aktor filmowy i teatralny, zajmował się też reżyserią teatralną.

## Życiorys
Syn Joachima Jerzego Bratmana i Pauliny z Warsznowskich. Uczył się w gimnazjum w Warszawie. Następnie odbył jednoroczną służbę w wojsku rosyjskim. Studiował w Klasie Dykcji i Deklamacji przy Warszawskim Towarzystwie Muzycznym i w 1890 wystąpił na popisie publicznym pod nazwiskiem Bratman. Pod nazwiskiem Stanisławski występował od 1898. Był aktorem i reżyserem teatralnym. Karierę aktorską rozpoczął w Teatrze we Lwowie. Pracował w Teatrze Miejskim w Krakowie, Teatrze Polskim w Warszawie, Teatrze Narodowym w Warszawie. Wystąpił także w filmach z 1933: Dzieje grzechu jako ksiądz, Prokurator Alicja Horn jako mecenas.
Od 1924 prowadził działalność pedagogiczną w warszawskiej Szkole Dramatycznej, później w latach 1933–1939 w Państwowym Instytucie Sztuki Teatralnej oraz podczas okupacji niemieckiej na tajnych zajęciach PISTu.
Został pochowany na cmentarzu Powązkowskim w Warszawie (kwatera 172-1-16; na nagrobku została podana data śmierci: 1940).

## Ordery i odznaczenia
- Krzyż Oficerski Orderu Odrodzenia Polski (11 listopada 1937)[4]
- Złoty Krzyż Zasługi (30 stycznia 1930)[5]
- Srebrny Wawrzyn Akademicki (5 listopada 1938)[6]